# 絵沢萠子
絵沢 萠子（えざわ もえこ、1935年〈昭和10年〉3月28日 - 2022年〈令和4年〉12月26日）は、日本の女優。本名：楠 智江、旧姓：松田。旧芸名：松田 友絵。
兵庫県神戸市出身。特技は日舞、バレエ、三味線。夫は1971年に結婚した楠年明。

## 来歴・人物
兵庫県立西宮高等学校、関西学院大学文学部英文科卒業。中学生の頃から女優を志し、高校の文化祭では『修禅寺物語』の楓役を演じた。大学の卒業論文はテネシー・ウィリアムズであった。
大学卒業後は関西で会社勤めをしながら、劇団くるみ座の演劇教室に入る。1963年、『リチャード三世』で初舞台を踏む。
1968年に仕事を辞め、くるみ座も退団。劇団四季に合格したが、上京に備えて発声練習に通っていた頃に新藤兼人の監督映画『強虫女と弱虫男』でデビュー。
1969年に上京、1970年には俳優小劇場に入団。
1971年、楠年明と結婚。
1972年に芸名を改め、にっかつロマンポルノの『濡れた唇』に出演し、脚光を浴びる。同年、神代辰巳の監督映画『一条さゆり 濡れた欲情』にも脇役として出演。井筒和幸のデビュー作には、既にロマンポルノ界のスターであったにもかかわらず、オファーの手紙を読んで出演を快諾したという。ロマンポルノから社会派作品まで幅広くこなし、小沼勝からは「得難い女優」と評価された。
2022年12月26日、老衰のため大阪市内の病院で死去、87歳没。

## 出演

### テレビドラマ
NHK
- 大河ドラマ
  - 勝海舟（1975年）
  - 春の波涛（1985年） - 熊谷ムメ
  - 風林火山（2007年） - 侍女・キヌ

- うわさの委員会（1975年11月30日）
- 戦後史実録シリーズ 空白の900分 -国鉄総裁怪死事件- （1980年）
- 立花登・青春手控え（1982年）
- ズッコケ三人組（1999年） - 斉藤静子
- 日曜日は終わらない（1999年）
- 連続テレビ小説
  - すずらん（1999年） - 佐々木すみ
  - ほんまもん（2001年） - タエ 役
  - てるてる家族（2003年） - 久世看護婦長
  - ウェルかめ（2010年） - 小竹澄子

- ダイヤモンドの恋（2005年）
- すみれの花咲く頃（2007年） - 高井千鶴子
- はんなり菊太郎（2007年） - おたつ
- 新マチベン〜オトナの出番（2007年） - 長畑厚子
- 鬼太郎が見た玉砕〜水木しげるの戦争〜（2007年） - 旅館の仲居
- 時々おとなも迷々（2010年） - タクシーの女客

日本テレビ
- 剣と風と子守唄（1975年） - お咲
- 気まぐれ本格派（1977年）
- 消えた巨人軍（1978年） - 前島の隣人
- 大追跡（1978年） - 瀬川の元愛人
- 火宅の人（1979年） - 神山看護婦
- 熱中時代
  - 刑事編 第15話「紫色の熱中刑事」（1979年） - 村上富美子
  - 先生編 第2シリーズ（1980年） - 林田ますみ（林田の母）

- 新五捕物帳 第60話「あしたを夢みて」（1979年、ユニオン映画） - お咲
- 桃太郎侍（1979年 - 1980年） - お勝
- 太陽にほえろ!
  - 第389話「心の重荷」（1980年） - 江島雅子
  - 第638話「危険なふたり」（1985年） - 江口みどり

- 警視-K（1980年）第8話「わが子に捧げる犯罪」- 上流階級の母
- 火曜サスペンス劇場
  - 「松本清張の指」（1982年）
  - 「幻の罠」（1982年） - 保険外交員
  - 「花園の迷宮」（1988年3月、東映） - お巻
  - 「殺意の団欒」（1990年）
  - 「京都・女性記者シリーズ5〈坂口版〉」（1992年） - 室山サキ
  - 「地方記者・立花陽介」（1993年）
  - 「となりの女」（1996年9月3日） - 北沢僚子
  - 「警視庁鑑識班4」（1997年） - 遠藤加奈子
  - 「警部補 佃次郎10」（2000年） - 岸本孝子
  - 「迂回路」（2003年） - 磯部隆子
  - 「京都金沢殺人事件シリーズ5」（2004年） - 北山和枝

- 木曜ゴールデンドラマ
  - 「天使が消えていく」（1982年）
  - 「女系家族」（1984年）

- はだかの刑事（1993年）
- おれはO型・牡羊座（1994年） - 菊池ミチル
- 心療内科医・涼子（1997年） - 清水則子
- セクシーボイスアンドロボ（2007年） - 女占い師
- ドラマ・コンプレックス / 「塀の中の懲りない女たち2」（2007年）

TBS
- 影同心 第18話「濡れた女の殺し節」（1975年） - 静
- ばあちゃんの星（1975年）
- 寺内貫太郎一家2 第25話（1975年） - 鈴子ママ
- 人間の証明（1978年） - 棟居の母
- 人はそれをスキャンダルという（1978 - 1979年） - 野々村メリ
- Gメン'75
  - 第45話「警視庁広域手配No.307」（1976年） - 犬を連れた女
  - 第98話「女子大生の中のニセ刑事」（1977年）
  - 第165話「ジープに乗った悪魔」（1978年）
  - 第290話「X'masカードの中の人骨」（1980年） - 望月亀造の情婦

- 3年B組金八先生（1979年） - 星野清の母
- ぼくらの時代 (1981年のテレビドラマ)（1981年）
- 秘密のデカちゃん 第20話「何がなんでも! 猛烈女医の結婚宣言」（1981年） - 大熊の愛人
- ザ・サスペンス
  - 「松本清張の時間の習俗」（1982年） - 旅館の女将
  - 「肉体の処刑」（1982年） - 光子の母

- 噂の刑事トミーとマツ 第2シリーズ 第24話「行け猿島へ! モジャ課長死のピンチ」（1982年） - 政五郎の妻
- 3年B組金八先生（1988年） - ぼたんのおかみ
- ドラマチック22「渋谷・青春坂・ラブホテル」（1990年2月17日） - 倉持組・組長
- 俺たちルーキーコップ（1992年）
- いつも心に太陽を（1994年） - 林田典子 役
- ママは大ピンチ!!（1996年）
- 月曜ドラマスペシャル
  - 「湯けむり仲居純情日記2」（1993年） - 石井伸江 役
  - 「霧の大雪山殺人事件」（1996年）
  - 「獄門島」（1997年） - お小夜 役
  - 「叫ぶ骨 -札幌・大沼・羊蹄山殺人行-」（1997年） - はるこママ 役

- だいじょーぶママ（1997年） - 満代
- こちら本池上署（2002年） - 石坂雪乃 役
- 松本清張没後10年特別企画 死んだ馬・殺意の接点（2002年） - スナックのママ
- 水曜プレミア / 「ねじれた絆〜赤ちゃん取り違え事件の真実〜」（2004年）
- オーバー30（2009年） - 江藤聡子 役
- ハンチョウ〜神南署安積班〜 第3シリーズ（2010年） - 平沼千代 役
- 月曜ミステリー劇場
  - 「示談交渉人甚内たま子裏ファイル1」（2001年） - 森田初栄 役
  - 「おばさん会長・紫の犯罪清掃日記!ゴミは殺しを知っている4」（2003年） - 安藤政子 役
  - 「名探偵キャサリン14」（2004年） - 山本雪子 役

- 月曜ゴールデン / 「探偵 左文字進」（2009年） - 畑八重子 役

フジテレビ
- 銭形平次
  - 第466話「兄んちゃん」（1975年） - お春

- 華麗なる刑事（1977年）
- 死人狩り 第1話（1978年）
- 騎馬奉行（1980年）
- 夏家族（1987年）
- 銭形平次 (北大路欣也版) 
  - 第1シリーズ 第6話「おとぎ話の殺人」（1991年） - おつる
  - 第3シリーズ 第3話「雪の夜」（1993年） - およし

- 古畑任三郎 2nd season 「偽善の報酬」（1996年） - 佐々木和子
- 幸福の予感（1996年） - 木村幸代
- 金曜エンタテイメント
  - 「京都祇園入り婿刑事事件簿1」（1997年） - 宮村良枝
  - 「赤い霊柩車」（1997年） - 家政婦・志乃
  - 「浅見光彦シリーズ11」（2001年） - 佐々木圭子

- いのちの器（1998年） - 倉田菊江
- 板橋マダムス（1998年） - 自治会長・美代子
- 髪結い伊三次（1999年） - おしげ 役
- 愛のことば（2001年）
- 八つ墓村（2004年） - 濃茶の尼
- 愛讐のロメラ（2008年）
- 金曜プレステージ / 「奥様は警視総監5」（2009年） - 田端美子

テレビ朝日
- 右門捕物帖 第37話「お島恨み節」（1974年、東映）
- 破れ傘刀舟悪人狩り（1975年）
- 必殺シリーズ（ABC / 松竹）
  - 必殺仕業人 第1話「あんたこの世をどう思う」（1976年） - 老女・松乃
  - 必殺仕事人 第26話「半吉は女の愛で立ち直れるか?」（1979年） - 藤波
  - 必殺仕事人2009（2009年） - おしん

- 非情のライセンス（1976年） - 中田キヨ
- 破れ奉行 第18話「炎の女囚狩り」（1977年） - お由良
- 土曜ワイド劇場
  - 「北海道殺人旅行・わたしの婚約日記」（1981年）
  - 「タクシードライバーの推理日誌」（1992年）
  - 「美人OL殺し」（1994年） - 中西富子
  - 「同居人カップルの殺人推理旅行」（1996年） - 菊島晴子
  - 「温泉若おかみの殺人推理5」（1996年） - 奥野皆子
  - 「京都殺人案内29」（2006年） - 榎木里美

- 虹子の冒険（1981年） - 悠子
- 特捜最前線
  - 第83話「凶悪のラブハンター!」（1978年）
  - 第226話「太鼓を打つ刑事!」（1981年）

- 柳生あばれ旅（1981年） - おきん
- 迷宮課刑事おみやさん 第10話「10年前の非行OL殺しが今日…!」（1985年） - 万引き犯
- 赤かぶ検事奮戦記（1985年） - 小西照代
- さすらい刑事旅情編 第17話「潮騒内房線・花売り女の殺意」（1989年）
- はぐれ刑事純情派
  - （1992年） - 霜川時世
  - （1993年） - 小島幸江

- 湘南女子寮物語（1993年） - 山崎トシ
- 外科医柊又三郎（1995年） - 斉門照子
- 笑ゥせぇるすまん（1999年） - 鍋蓋ミエ
- TRICK 第2シリーズ（2002年） - 大内マツ
- はみだし刑事情熱系 第7シリーズ（2003年） - 藤田倫代 役
- 相棒（2005年） - 梶多恵子
- 八丁堀の七人 第7シリーズ（2006年） - およね
- おみやさん（2006年） - 南条志摩
- 京都地検の女（2011年） - 金子つた江

「遠山の金さん♯31 大奥絵巻呪いの丑三つ刻」春日井役
テレビ東京
- 高校教師（1974年） - 厚子
- プレイガールQ
  - 第24話「女は一度勝負する」(1975年) - 叔美
  - 第25話「連れ込みホテル殺人事件」（1975年)
  - 第66話「人妻売春組織」(1976年) - 村田光子

- 大江戸捜査網（1981年）
  - 第513話「新隠密登場 謎の慶長大判」 - 女郎屋女将
  - 第522話「錠前師の哀歌」 - お軽 役

- 泥棒に手を出すな!（1990年）
- 月曜・女のサスペンス・傑作推理受賞作シリーズ「大阪の女」（1990年）
- 日本名作ドラマ「本日休診」（1994年）
- 付き馬屋おえん事件帳（1995年） - おりき
- 女と愛とミステリー
  - 「天使の傷痕」（2001年） - 坂東房枝
  - 「パートタイム探偵1」（2002年）
  - 「異端の夏」（2003年） - 塚本孝枝 役
  - 「小樽運河殺人案内」（2004年） - 小村絹代

- 水曜ミステリー9
  - 「新米事件記者・三咲」（2005年） - 魚住絹江
  - 「湯けむりドクター華岡万里子の温泉事件簿」（2007年） - 松井多喜
  - 「捜査検事・近松茂道」（2008年） - 磯野福美

- サギ師 リリ子（2009年） - 遠藤早季子

### 映画
- 家族（1970年） - 沢みさお
- 濡れた唇（1972年） - 洋子
- 一条さゆり 濡れた欲情（1972年） - 婦警
- 官能地帯 哀しみの女街（1972年） - 旗子
- 哀愁のサーキット（1972年） - 劇団の女
- 戦争と人間 完結編（1973年） - 女給
- 恋人たちは濡れた（1973年） - よしえ
- 番格ロック（1973年） - 留置場の女
- 四畳半襖の裏張り（1973年） - 花枝
- (秘)女郎責め地獄（1973年） - お松
- 愛欲の罠（1973年） - 眉子
- OL日記 濡れた札束（1974年）
- 鍵（1974年） - 洋装店のマダム
- わが道（1974年） - 中野タマヨ
- (秘)色情めす市場（1974年） - 百合
- 喜劇 特出しヒモ天国（1975年） - リズ・小原
- 青い性（1975年） - 真山久美子
- 暴力金脈（1975年）
- 神戸国際ギャング（1975年） - 里子
- 祭りの準備（1975年） - 徳原市枝
- 実録三億円事件 時効成立（1975年） - 久住みどり
- やさぐれ刑事（1976年）
- あにいもうと（1976年） - ローザ
- 四年三組のはた（1976年） - 京子の母
- 春琴抄（1976年）
- 不連続殺人事件（1977年） - 神山木曽乃
- 竹山ひとり旅（1977年）
- 横須賀男狩り 少女・悦楽（1977年） - 三田佳枝
- 女教師（1977年） - 江川明子
- 夢野久作の少女地獄（1977年）
- 野性の証明（1978年） - ホステス・ひろみ
- 殺人遊戯（1978年）
- 復讐するは我にあり（1979年） - 畑千代子
- その後の仁義なき戦い（1979年） - 年男の母
- 赫い髪の女（1979年） - 光造の姉
- 十代 恵子の場合（1979年） - しのぶ
- 戦国自衛隊（1979年） - 後家・ゆい
- 青葉学園物語（1981年） - 進の母
- 嗚呼!おんなたち 猥歌（1981年） - 恵子
- 人形嫌い（1982年） - 柴田康子
- 野獣刑事（1982年） - のり子の母
- 絶頂姉妹　堕ちる（1982年）
- 丑三つの村（1983年） - 司嘉子
- 逃がれの街（1983年） - 多美江
- ブルーレイン大阪（1983年） - 宇崎伸江
- Wの悲劇（1984年） - 居酒屋の女将
- 極道の妻たち（1986年）
- 大奥十八景（1986年） - 矢島局
- マルサの女（1987年） - 特殊関係人
- 吉原炎上（1987年） - おうら
- てんびんの詩（1988年） - 大工女房
- 噛む女（1988年） - 飲み屋のおばさん
- TOMORROW 明日（1988年） - ミネ
- いこかもどろか（1988年） - 酔っ払いの女
- 嵐の中のイチゴたち（1989年） - 平岩和子
- 少年時代（1990年） - 田辺太の母
- 浪人街（1990年） - おとく
- 人間の砂漠（1990年） - 清水政子 役
- 病院へ行こう（1990年） - 親方の女房
- 斬殺せよ 切なきもの、それは愛（1990年） - お種
- 四万十川（1991年） - はる江
- 夏祭り（1992年） - 「だるま食堂」女将
- 私を抱いてそしてキスして（1992年）
- 月はどっちに出ている（1993年） - 池英順（姜忠男の母）
- 居酒屋ゆうれい（1994年） - 里子の母
- 難波金融伝・ミナミの帝王/スペシャル劇場版（1995年）
- みんな〜やってるか!（1995年） - かみさん
- エイジアン・ブルー 浮島丸サコン（1995年） - 湧井タマ
- 平成無責任一家 東京デラックス（1995年） - 飴屋マツ
- スーパーの女（1996年）
- 岸和田少年愚連隊（1996年）
- 陽炎2（1996年） - たえ
- 売春暴力団（1997年） - 尾上さと
- すばらしき臨終（1997年） - 山田ヨネ
- 愛する（1997年）
- 借王<シャッキング>シリーズ（1997年 - 2000年） - 青柳美乃（青柳様）
- 生きたい（1999年）
- 催眠（1999年）
- 難波金融伝・ミナミの帝王（1999年）
- 新 男樹（2000年）
- 三文役者（2000年）
- さくや妖怪伝（2000年）
- 銀の男 青森純情篇（2001年） - 高尾正子
- 柔らかな頬（2001年） - 和泉蔦枝
- 人間の屑（2001年）
- 世界の終わりという名の雑貨店（2001年）
- カタクリ家の幸福（2001年）
- KUMISO（2002年）
- マブイの旅（2002年）
- 赤目四十八瀧心中未遂（2003年）
- 蛇イチゴ（2003年） - 喜美子
- ぷりてぃ・ウーマン（2003年） - 畑中小夜
- ほたるの星（2004年） - 棚田の節子
- 孕み-HARAMI- 白い恐怖（2005年）
- あおげば尊し（2006年）
- 雨の町（2006年） - 安場マツ
- 花よりもなほ（2006年） - お勝
- おばちゃんチップス（2006年）
- 筆子・その愛 -天使のピアノ-（2007年）
- 怪談（2007年） - お筆
- 落語娘（2008年） - 石田登志子
- きみに届く声（2008年）
- 天国はまだ遠く（2008年） - 沢登和子
- 黄金花　秘すれば花、死すれば蝶（2009年） - おりん
- のんちゃんのり弁（2009年） - 「小雪」のママ
- オカンの嫁入り（2010年） - 上野サク
- 一枚のハガキ（2011年）
- じんじん（2013年） - 水沢志乃

### ラジオドラマ
- FMシアター「明日、四万十のほとりで」（2002年12月21日、NHK-FM）

## 受賞
- 第8回高崎映画祭最優秀助演女優賞『月はどっちに出ている』